# Apeadero de Castro Marim
Nota: No confundir con el antiguo Apeadero de Marim, también situado en la Línea del Algarve.
El Apeadero de Castro Marim es una plataforma ferroviaria de la Línea del Algarve, que sirve la localidad de Castro Marim, en el distrito de Faro, en Portugal.

## Historia
Este apeadero se encuentra en el tramo entre Tavira y Vila Real de Santo António de la Línea del Algarve, que fue abierto a la explotación el 14 de abril de 1906.